# Noorderbrug (Utrecht)
De Noorderbrug is een brug in de Nederlandse stad Utrecht.
De brug is gelegen aan de noordzijde van het stadscentrum en overspant ter hoogte van het voormalige Begijnebolwerk de Stadsbuitengracht. Tot in de 19e eeuw was deze voormalige verdedigingsgracht rond de stad zeer beperkt over land over te steken via een klein aantal stadspoorten. In de 19e eeuw werden de verdedigingswerken grotendeels afgebroken. Er ontstonden gaandeweg nieuwe verbindingen over de gracht naar de ontspruitende buitenwijken in de sterk uitdijende stad. De Noorderbrug is gebouwd omstreeks 1873 in die ontwikkeling als een van de eerste nieuwe bruggen.
Rond 1935 is ze vernieuwd in de vorm van een rolbasculebrug door onder meer de Utrechtse firma N.V. Machinefabriek Hoogelanden v.h. Pannevis met de heropening in 1936. De Dienst Gemeentewerken Utrecht, in het bijzonder de gemeentelijk architect Gosse van der Gaast, zorgde voor het ontwerp van de vernieuwde brug. De Noorderbrug wordt over land vandaag de dag vrij intensief gebruikt door allerhande verkeersdeelnemers.